# Dorylomorpha beckeri
Dorylomorpha beckeri är en tvåvingeart som först beskrevs av Aczel 1939.  Dorylomorpha beckeri ingår i släktet Dorylomorpha och familjen ögonflugor. Arten är reproducerande i Sverige. Inga underarter finns listade i Catalogue of Life.